# Loreta (Jičínská pahorkatina)
Loreta (425 m n. m.) je vrch v okrese Jičín Královéhradeckého kraje, v turistickém regionu Český ráj. Leží asi 5 km zsz. od obce Podhradí, na katastrálního území místní části Hlásná Lhota.

## Popis vrchu
Vrch je nejznámější svou stavbou na vrcholu - barokní kaplí Loreta z roku 1694, kterou nechal postavit hrabě František Josef Šlik. Kaple má ochoz na své ploché střeše, která patrně sloužila jako vyhlídková terasa. Naznačují to i torza lineárních průseků, které od ní ve tvaru kříže směřovaly na ostatní šlikovské stavby v okolí. Ze střechy je pěkný výhled na Jičínsko a Krkonoše, bohužel je ale zatím veřejnosti nepřístupná.

## Geomorfologické zařazení
Vrch náleží do celku Jičínská pahorkatina, podcelku Turnovská pahorkatina, okrsku Jičíněveská pahorkatina a podokrsku Velišský hřbet.

## Přístup
Na vrchol se dá dojít pohodlně po žluté turistické značce z Jičína přes Podhradí. Automobilem lze dojet nejblíže do Podhradí či Křeliny a odtud pěšky na vrchol méně než 1 kilometr.

### Související článek
- Kaple Loreta